# Tantilla nigriceps
Tantilla nigriceps – gatunek licznie występującego w Ameryce Północnej węża z rodziny połozowatych (Colubridae).

## Systematyka
Węże tego gatunku zaliczane są do rodziny połozowatych, do której zaliczano je od dawna. Starsze źródła również umieszczają Tantilla w tej samej rodzinie Colubridae. Używają jednak dawniejszej polskojęzycznej nazwy wężowate czy też węże właściwe, poza tym Colubridae zaliczają do infrapodrzędu Caenophidia, czyli węży wyższych. W obrębie rodziny rodzaj Tantilla wchodzi w skład podrodziny Colubrinae.

## Rozmieszczenie geograficzne
Połozowaty ten zamieszkuje Stany Zjednoczone:
- Arizona
- Kansas
- Kolorado
- Nebraska
- Nowy Meksyk
- Oklahoma
- Teksas
- Wyoming

oraz Meksyk:
- Chihuahua
- Coahuila
- Durango
- Nuevo León
- Tamaulipas

Zasiedla tereny położone od poziomu morza do około 2130 m n.p.m.
Jego siedlisko to kolczaste zarośla, prerie porosłe krótką trawą, kaniony skalne, strefy przybrzeżne, wydmy piaskowe, a nawet wysypiska śmieci.

## Zagrożenia i ochrona
Dokładna liczebność węża nie została ustalona. IUCN dysponuje danymi, wedle których przekracza ona 10 000 dorosłych osobników, a podejrzewa, że przekracza jeszcze liczbę dziesięciokrotnie większą. Dostrzega, że gad ten, występujący pospolicie, wiedzie skryty tryb życia, w związku z czym wydaje się mniej pospolity, niż jest w rzeczywistości.
Zagrożenia dla gatunku nie są wymieniane przez IUCN. Zajmuje on liczne tereny podlegające ochronie.